# Castillo de Vaduz

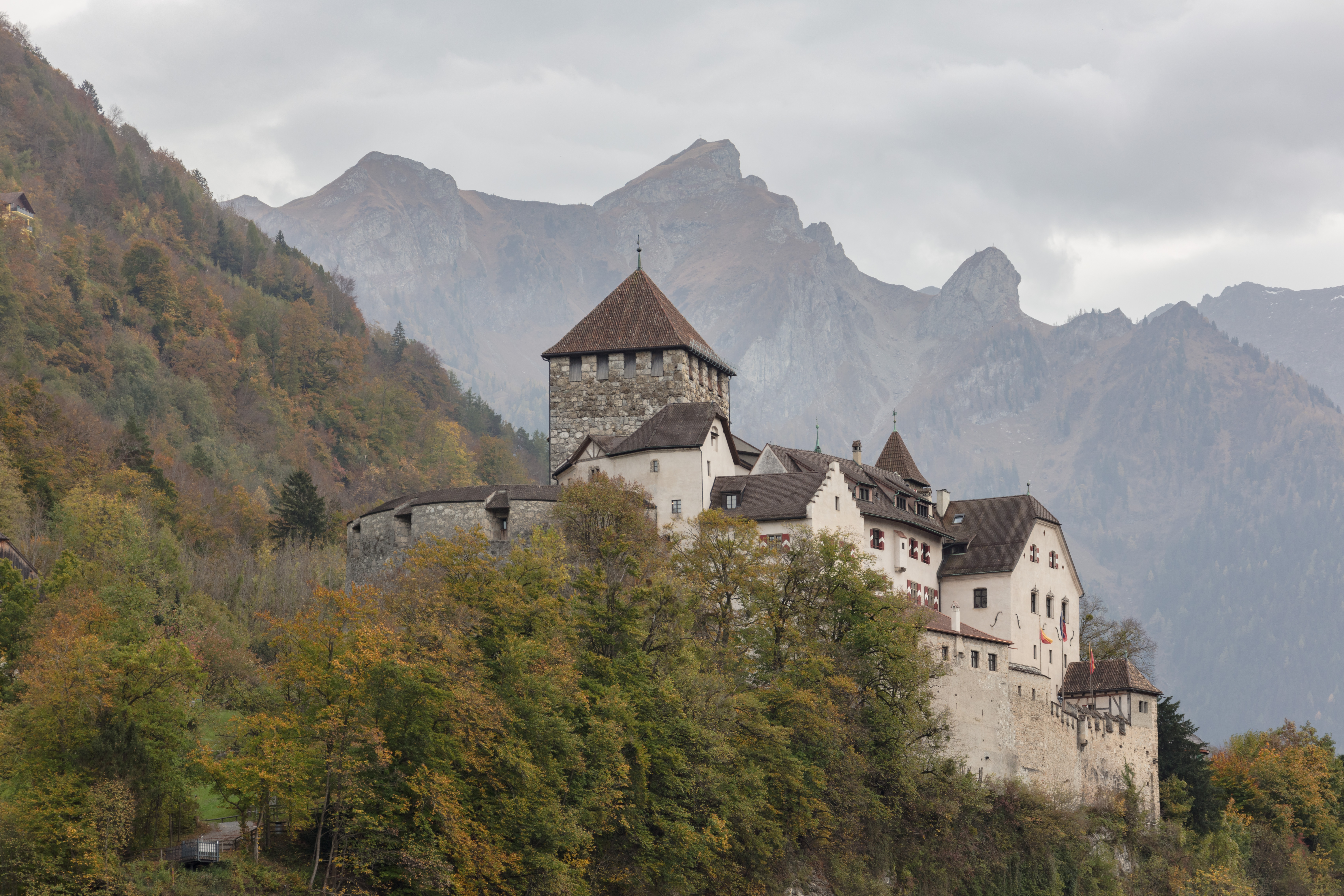
Vista lejana del castillo.

El castillo de Vaduz (alemán Schloss Vaduz) es uno de los dos existentes en Liechtenstein. El otro es el Castillo Gutenberg (ubicado en Balzers). Está situado en un alto sobre Vaduz, la capital del país. 
Su construcción original data del siglo XII, aunque fue bastante ampliado en el siglo XVII y mayormente reformado en las primeras décadas del siglo XX.
El príncipe Francisco José II convirtió el castillo en su residencia oficial luego de dejar Viena en 1938. Desde entonces la familia principesca vive ahí. 
Francisco José ordenó la remodelación del edificio para adaptarlo a las necesidades de la época. Se colocó calefacción central, agregaron baños modernos con azulejos de lujo, teléfonos en las habitaciones e instaló ascensores para pasajeros.
Actualmente es la residencia oficial del príncipe Juan Adán II de Liechtenstein y su familia. Sus 130 habitaciones alojan una magnífica colección de arte privado.

## Galería de imágenes

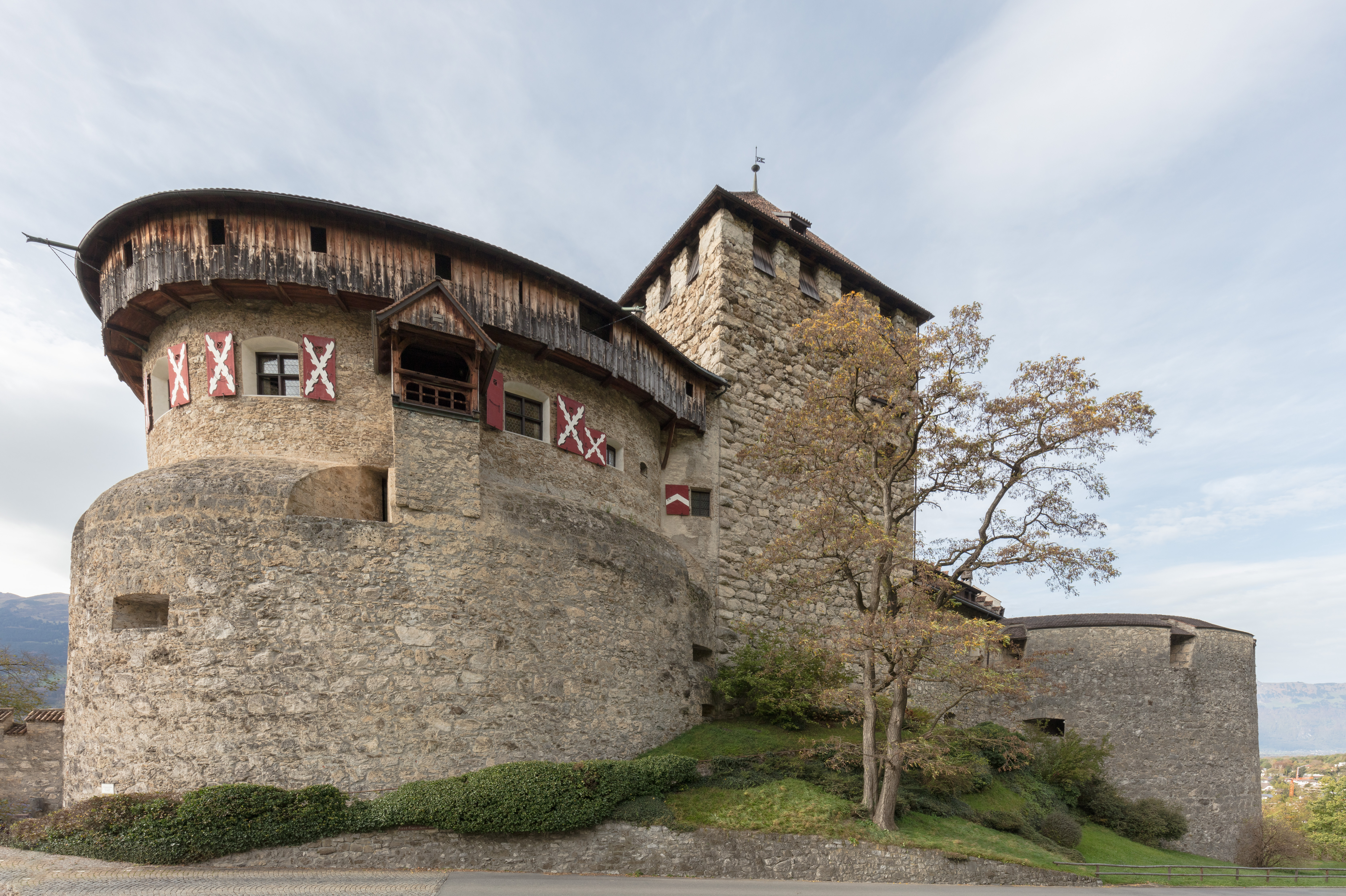
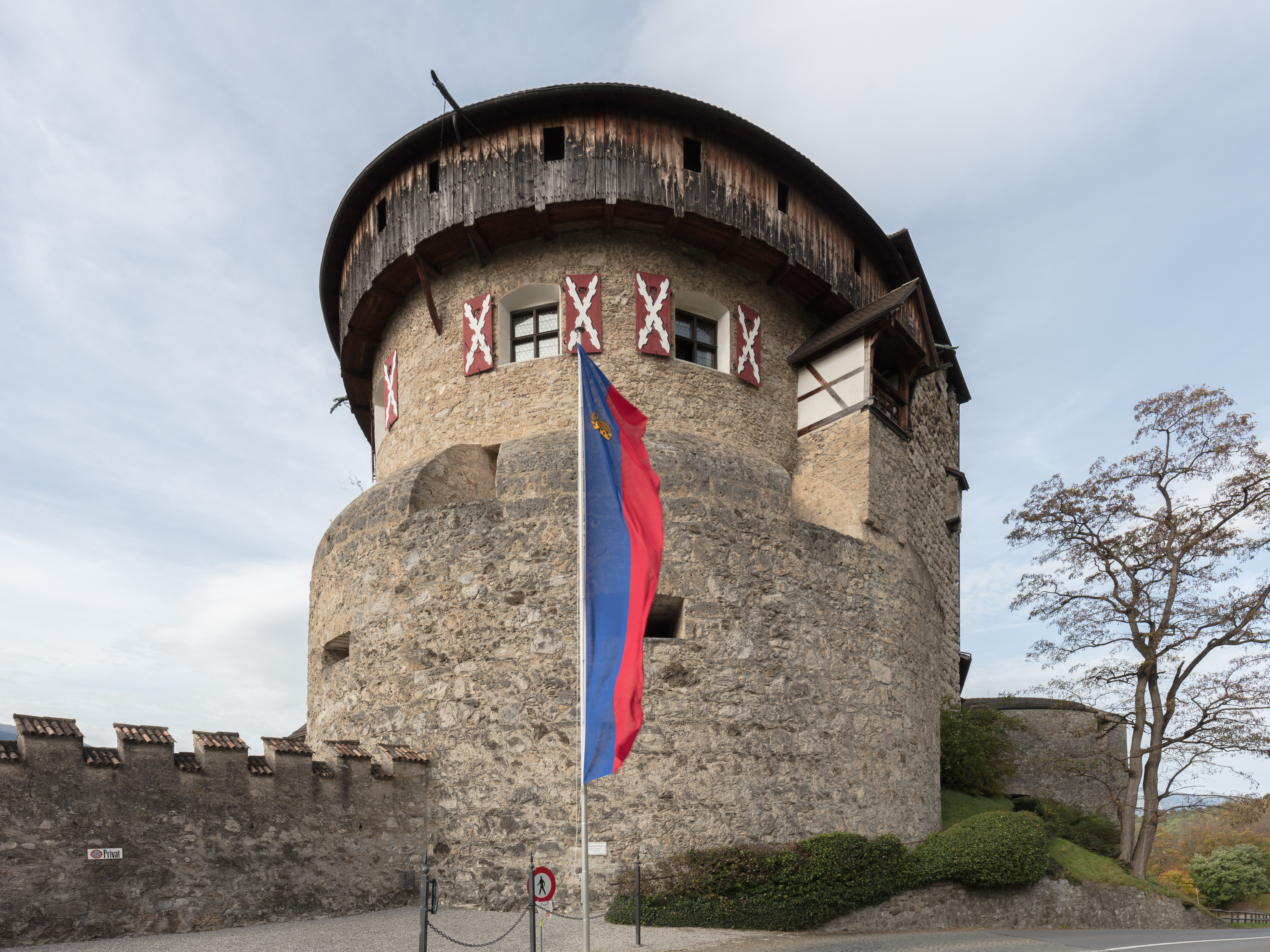
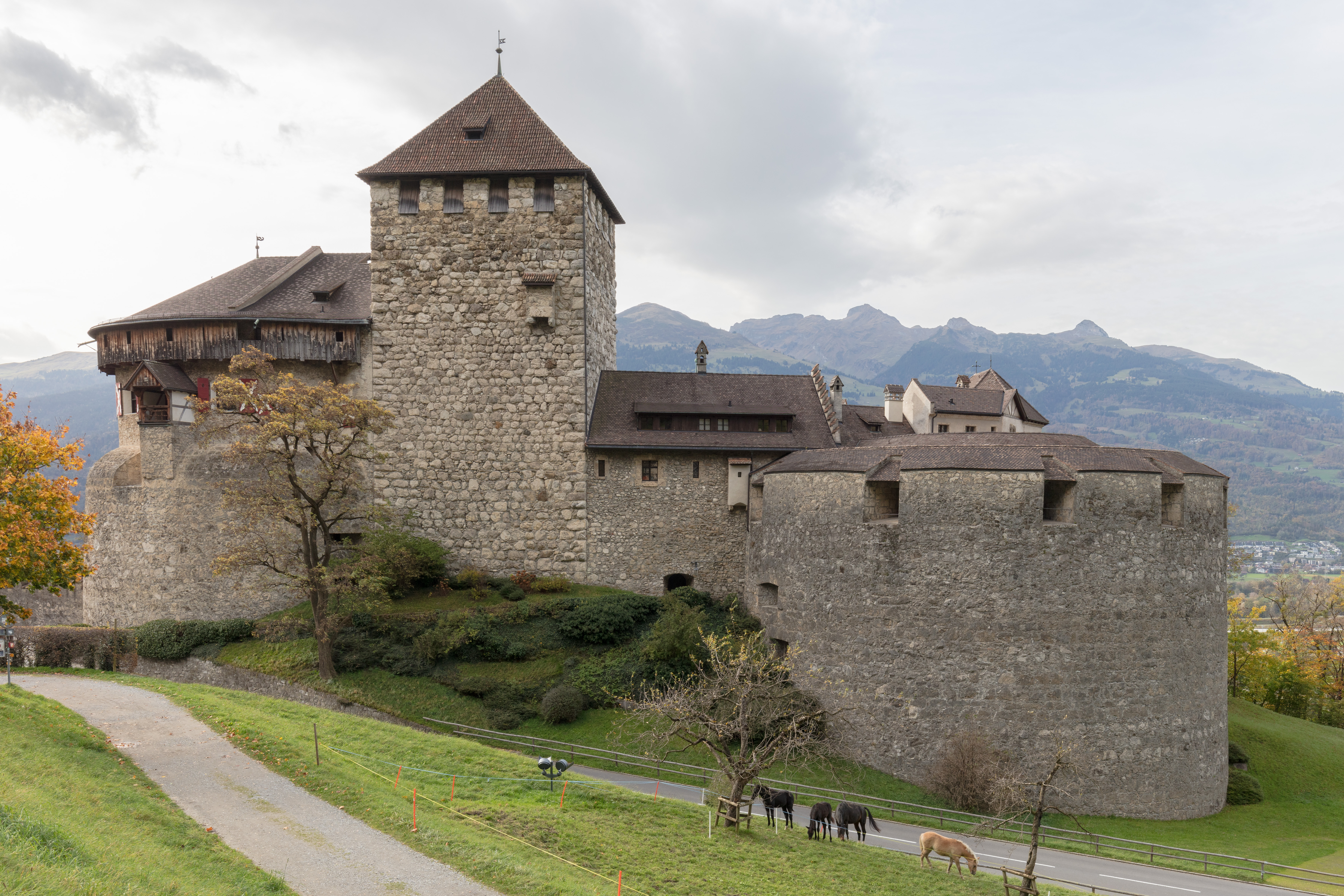
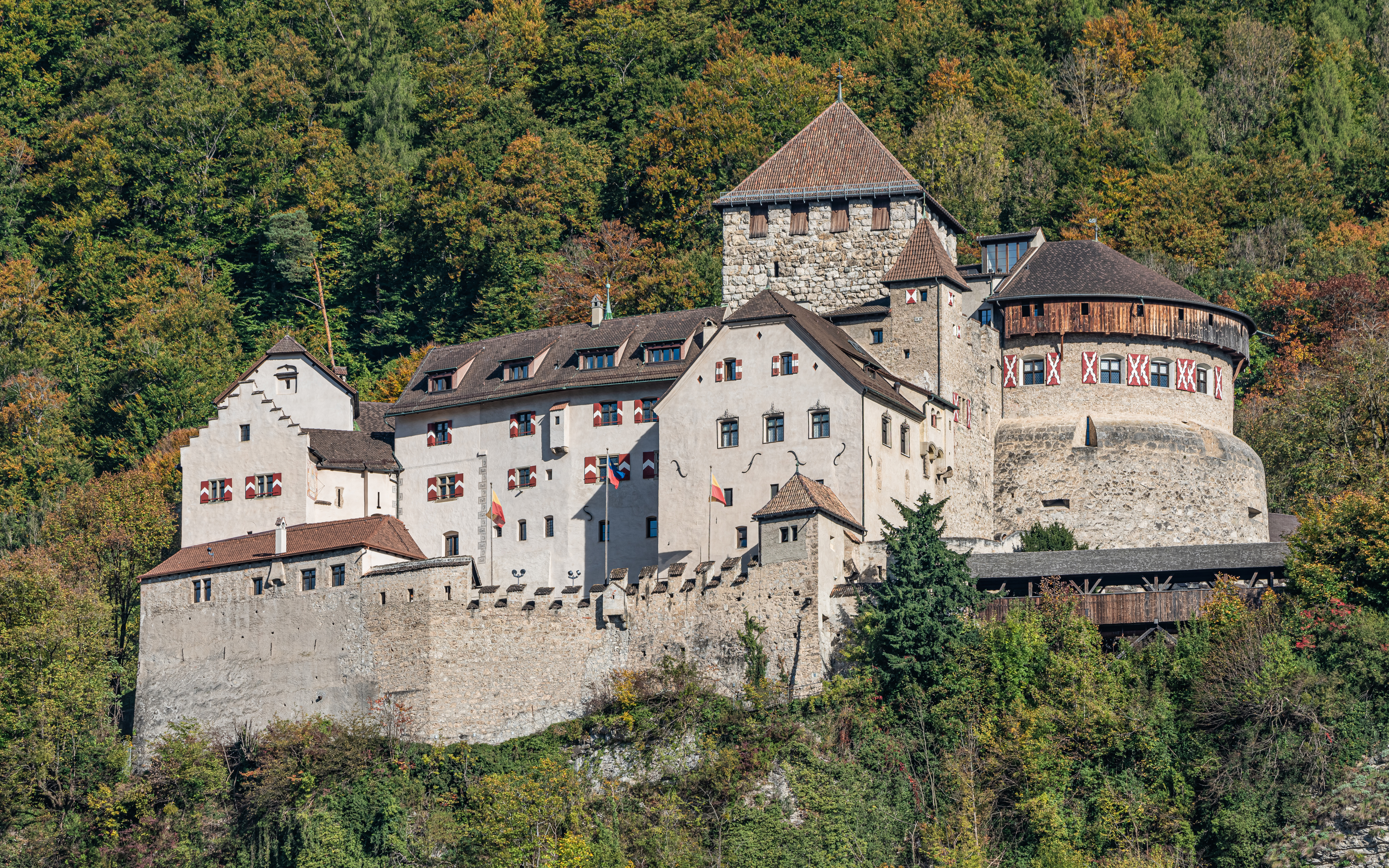